# Ébredés (politikai párt)
Az Ébredés (lettül: Atmoda), 2019 februárjáig Szívből Lettországért (No sirds Latvijai) lett párt, melyet 2014-ben alapítottak meg. Székháza Rigában található. 
A 2014-es választásokon a párt hét százalékot és 7 parlamenti mandátumot szerzett a 100 fős Saeimaban.
2019 februárjában a párt nevet változatott, az új neve Atmoda (magyarul: Ébredés) lett.
Már az új névvel indult a 2019-es európai parlamenti választáson, ahol azonban 0,47%-os eredménnyel nem szerzett mandátumot.

## Választási eredmények
| Választás | Szavazatok száma | Szavazatok aránya | Mandátumok száma | Parlamenti státusz |
| --------- | ---------------- | ----------------- | ---------------- | ------------------ |
| 2014      | 62 521           | 6,90%             | 7                | ellenzék           |
| 2018      | 7114             | 0,85%             | 0                | nem jutott be      |